# Енсли (Флорида)
Енсли (енгл. Ensley) насељено је место без административног статуса у америчкој савезној држави Флорида.

## Демографија
По попису из 2010. године број становника је 20.602, што је 1.85 (9,9%) становника више него 2000. године.
| Група             | 2000.          | 2010.          |
| Белци             | 12.336 (65,8%) | 12.311 (59,8%) |
| Афроамериканци    | 5.333 (28,4%)  | 6.139 (29,8%)  |
| Азијати           | 216 (1,2%)     | 448 (2,2%)     |
| Хиспаноамериканци | 390 (2,1%)     | 1.010 (4,9%)   |
| Укупно            | 18.752         | 20.602         |